# Alhazen

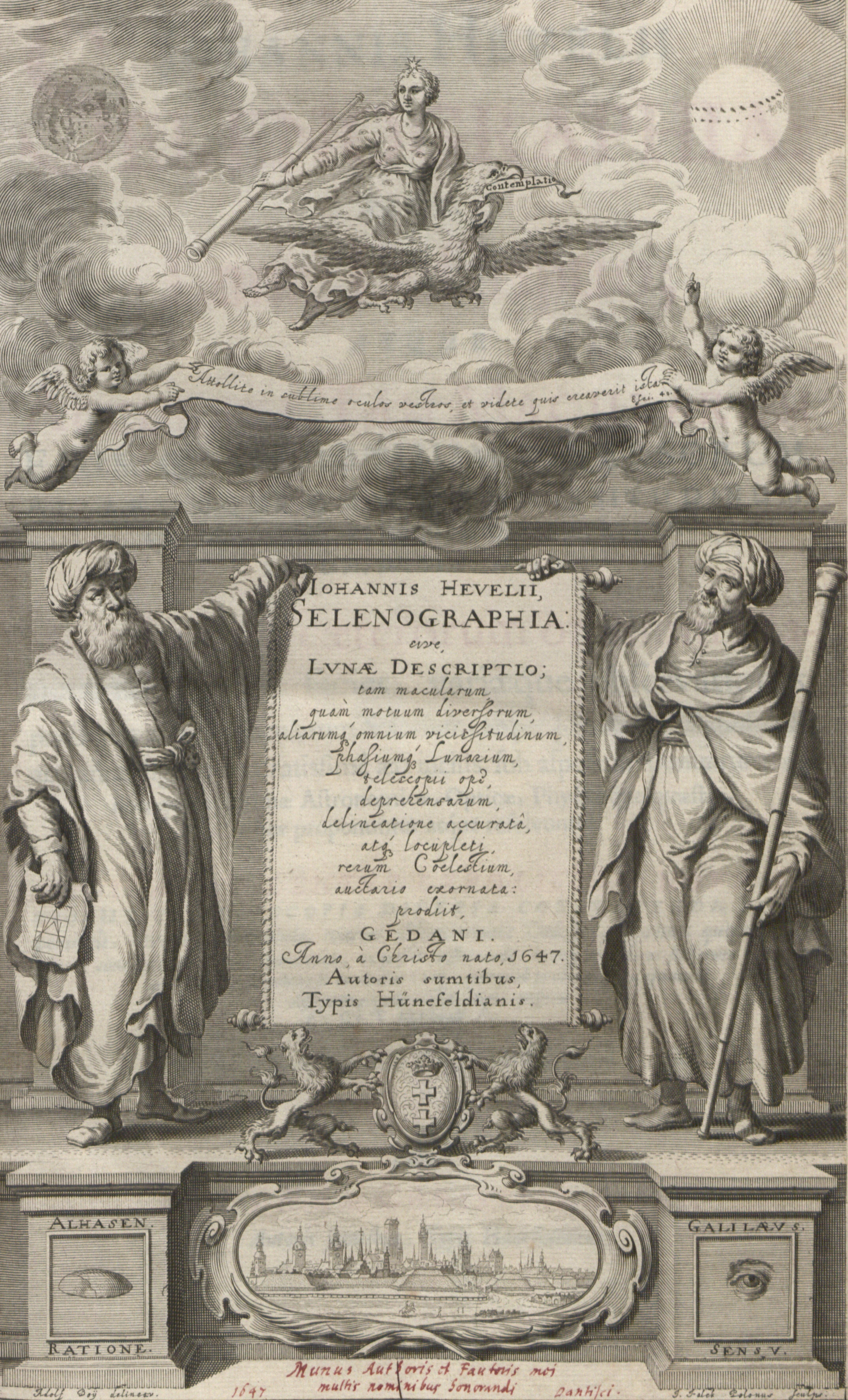
Al-Haitham in den Augen der Frühen Neuzeit in Europa: Auf dem Frontispiz in einer Ausgabe der Selenografie des Johannes Hevelius (1647) repräsentiert Alhasen [sic] Wissen durch Vernunft und Galileo repräsentiert Wissen durch die Sinne

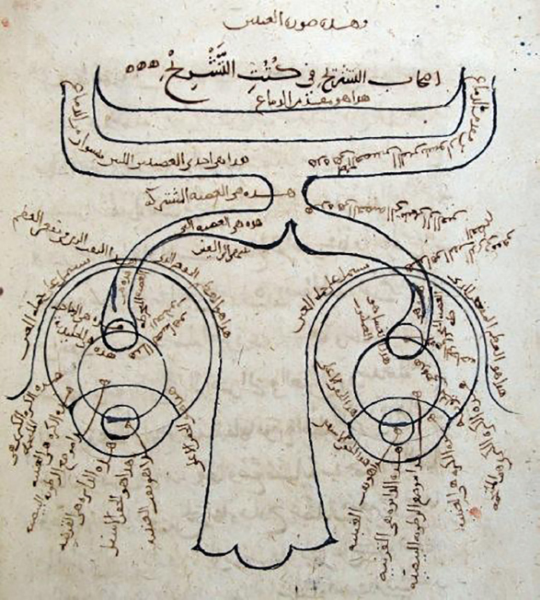
Aufbau des menschlichen Auges nach Alhazen. Mit nicht ganz korrekter Darstellung der Sehnervenmündung (Chiasma opticum). Kopie von Alhazens Manuskript Kitāb al-Manāẓir (MS Fatih 3212, Bd. 1, Fol. 81b, Bibliothek der Süleymaniye-Moschee, Istanbul)

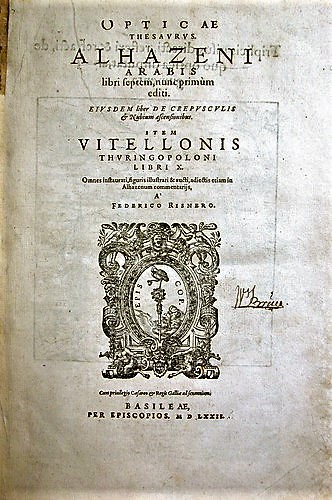
Frontispiz der lateinischen Übersetzung von Alhazens Schatz der Optik, veröffentlicht von Friedrich Risner im Jahr 1572 mit dem Titel Opticae Thesaurus: Alhazeni Arabis Libri Septem Nunc Primum Editi ("Alhazens sieben arabische Bücher jetzt erstmals veröffentlicht").

Alhazen oder Alhazan (arabisch أبو علي الحسن بن الهيثم Abu Ali al-Hasan ibn al-Haitham, DMG Abū ʿAlī al-Ḥasan bin al-Haiṯam, verkürzt auch Ibn al-Haiṯam und Ibn al-Heithem, persisch ابن هيثم, DMG Ibn Haiṯam, latinisiert Alhacen, Avennathan oder Avenetan, geboren um 965 in Basra; gestorben nach 1040 in Kairo), war ein Mathematiker, Optiker und Astronom. Er verfasste grundlegende Beiträge zur Optik, Astronomie, Mathematik und Meteorologie.

## Leben
Über das Leben von Alhazen ist wenig bekannt. Es waren aber zahlreiche Legenden über ihn in Umlauf, die auch Eingang in spätere westliche Biographien fanden. Er wirkte in Kairo am Hof des Kalifen al-Hakim und schlug unter anderem ein Projekt zur Regulierung der Nilüberschwemmungen vor, welches aber vom Kalifen abgelehnt wurde. Der Legende nach täuschte er danach aus Furcht vor dem Zorn al-Hakims eine Geisteskrankheit vor, um sein Versagen zu vertuschen, von Verwaltungsaufgaben entlastet zu werden und sich stärker der Wissenschaft widmen zu können. Er wandte sich ganz dem von al-Hakim in Kairo gegründeten Haus der Weisheit zu. Nach dem Tode al-Hakims im Jahr 1021 soll er nach der Legende auf „wunderbare Weise“ genesen sein.

## Werk

### Mathematik
In seinen zahlreichen mathematischen Werken beschäftigte er sich mit Problemen der Zahlentheorie und der Geometrie. Die geometrischen Themen stehen zum Teil im Zusammenhang mit der Optik des Alhazen und werden in diesem Artikelteil bearbeitet. Es haben sich aber auch Handschriftenfragmente zu anderen Problemstellungen erhalten. So gibt es eine Abhandlung des Ibn el-Haiṯam über die Quadratur des Kreises.

### Optik
Von größter Bedeutung sind jedoch seine optischen Experimente: Die meisten Wissenschaftler der Antike, darunter Euklid und Ptolemäus, nahmen an, der visuelle Eindruck im Gehirn werde von „Sehstrahlen“ erzeugt, die vom menschlichen Auge ausgingen und die Umgebung abtasteten, ähnlich wie bei einem Blinden, der seine Umgebung mit einem Stab abtastet. Aristoteles hingegen war der Ansicht, Licht existiere unabhängig vom menschlichen Auge und bahne sich seinen Weg von den Gegenständen in das Auge über ein Medium. Alhazen jedoch ging auf neue Weise an die Frage heran, indem er den Aufbau des Auges analysierte. Er erkannte die Bedeutung der Linse im Auge und widerlegte in wissenschaftlichen Experimenten die Sehstrahlen-Theorie. Er ging als Erster davon aus, dass das Bild, welches der Mensch sieht, aus Lichtpunkten besteht, die im Auge wahrgenommen, ins Gehirn transportiert und dort zu eben diesem Bild zusammengesetzt werden.
Aufbauend auf Ibn Sahl verfeinerte und erweiterte er auch die Theorien Ptolemäus’ zur Lichtbrechung und Lichtreflexion; insbesondere hat er die Eignung gewölbter Glasoberflächen bzw. gläserner Kugelsegmente zur optischen Vergrößerung erkannt und beschrieben. Mit diesen Erkenntnissen stellte er Lesesteine aus Glas her. Damit gilt er als Erfinder der Lupe und inspirierte wahrscheinlich mit seinen Schriften Roger Bacon zur Erfindung der Brille. Er führte auch Versuche zur Farbmischung und Camera Obscura aus.
Noch heute ist ein Problem der Optik mit seinem Namen verbunden, das Alhazensche Problem: Er löste geometrisch mit Kegelschnitten die Aufgabe, in einem sphärischen Spiegel den Punkt zu berechnen, von dem ein Gegenstand von gegebener Entfernung zu einem gegebenen Bild projiziert wird, was auf eine Gleichung vierten Grades führt bzw. auf die Bestimmung der Wurzel einer Gleichung dritten Grades (damit war sie nicht mit Zirkel und Lineal lösbar). Die vollständige algebraische Lösung fand Peter Neumann 1997. Das Problem geht bis auf Ptolemäus zurück und beschäftigte zum Beispiel Christiaan Huygens. Alhazen selbst gab in diesem Zusammenhang mit einer frühen Anwendung der vollständigen Induktion die erste Formel für die Summe von vierten Potenzen (die auch auf Summen ganzzahliger Potenzen verallgemeinert werden kann) und fand damit das Volumen des Paraboloids. Damit spielt er auch eine Rolle in der Frühgeschichte der Analysis.

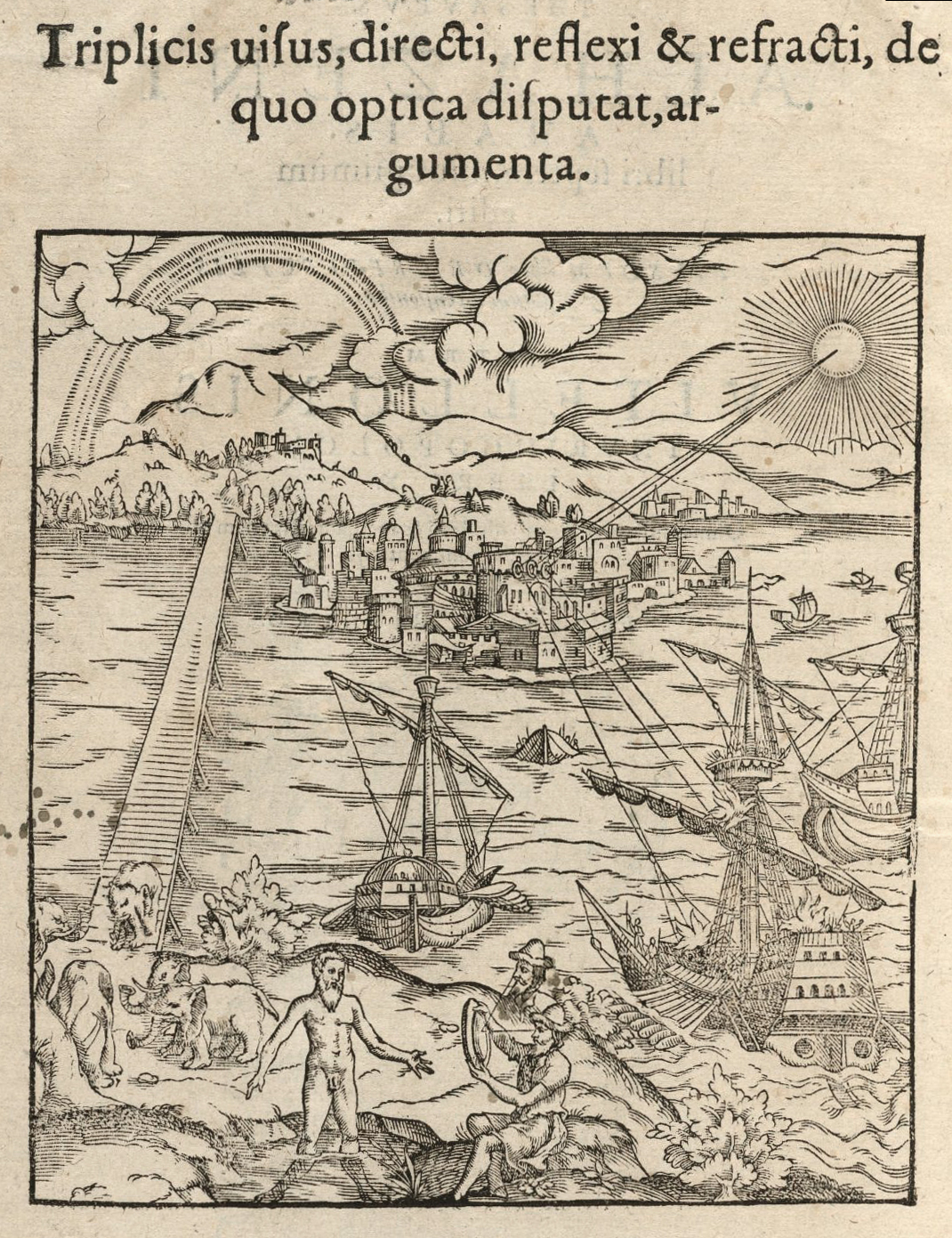
Kupferstich auf dem Titelblatt des Thesaurus opticus. Die Darstellung zeigt, wie Archimedes von Syrakus römische Schiffe mit Hilfe von Parabolspiegeln in Brand setzt, Regenbögen, verzerrte Bilder aufgrund der Lichtbrechung im Wasser und andere optische Effekte

Ausgehend von seinen Erkenntnissen auf dem Gebiet der Optik entdeckte Alhazen, dass Brechung des Lichts auch in der Lufthülle der Erde stattfindet. Er stellte fest, dass der Mond sowohl am Horizont als auch im Zenit die gleiche Größe hat. Er erkannte also den scheinbar größeren Durchmesser des Mondes in Horizontnähe als eine Wahrnehmungstäuschung (Mondtäuschung). Auch berechnete er die Höhe der Atmosphäre aus der Beobachtung von Sonnenuntergängen.
Er befasste sich nach der Optik auch mit Astronomie und entwickelte dazu neue Methoden der sphärischen Geometrie. Sein Liber de mundo et coelo („Über den Aufbau der Welt“) und sein Konzept einer geometrisch-perspektivischen Optik waren ab etwa 1200 im christlichen Abendland (grundlegend etwa auch für Dietrich von Freiberg) weit verbreitet.

### Wissenschaftstheorie
Er machte sich auch um die Wissenschaftstheorie verdient: Als erster wandte er systematisch die induktiv-experimentelle wissenschaftliche Arbeitsweise an, bei der zuerst Experimente durchgeführt und erst danach anhand der Versuchsergebnisse Theorien aufgestellt werden; bis dahin war es üblich, Erkenntnisse nur durch logische Schlussfolgerungen zu gewinnen und Experimente allenfalls zur Veranschaulichung der so gefundenen Theorien durchzuführen.

## Wirkung
Alhazens eventuell von Gerhard von Cremona selbst oder in seinem Umkreis ins Lateinische übersetzter Kitāb al-Manāzir, der unter dem Titel Perspectiva oder De aspectibus verbreitet war, beeinflusste optische und darüber hinaus philosophische Theorien seit dem ausgehenden 13. Jahrhundert, insbesondere sind die Werke von Roger Bacon, Witelo und Johannes Peckham von Alhazens Auffassungen geprägt. Die Übersetzung wurde 1572 durch den deutschen Mathematiker Friedrich Risner in Basel zusammen mit Witelos Optik publiziert, auf sie beziehen sich Keplers Paralipomena ad Vitellionem.

## Ehrungen
Der Mondkrater Alhazen und der Asteroid (59239) Alhazen sind nach al-Haitham benannt.
Um ihn zu ehren, nannte die Aga-Khan-Universität (Pakistan) ihren Lehrstuhl für Augenheilkunde (med.: Ophthalmologie) „The Ibn-e-Haitham Associate Professor and Chief of Ophthalmology“.
Ein fiktives Bildnis Alhazens befindet sich auf der seit 2003 im Umlauf befindlichen 10.000-Dinar-Banknote des irakischen Dinars.

## Werke
- Kitāb al-Manazir 1021. (lateinische Übersetzung: Opticae Thesaurus oder De aspectibus 1572). (deutsch: Buch vom Sehen oder Schatz der Optik).
- asch-Schukūk ʿalā Batlaimūs. (Zweifel an Ptolemäus)
- Über den Aufbau der Welt (Kitāb fī haiʾat al-ʿālam, lateinische Übersetzung: Liber de mundo et coelo, motibus planetarum etc.)
- Modell der Bewegungen jeder der sieben Planeten
- Über die Milchstraße